# 潮見町駅

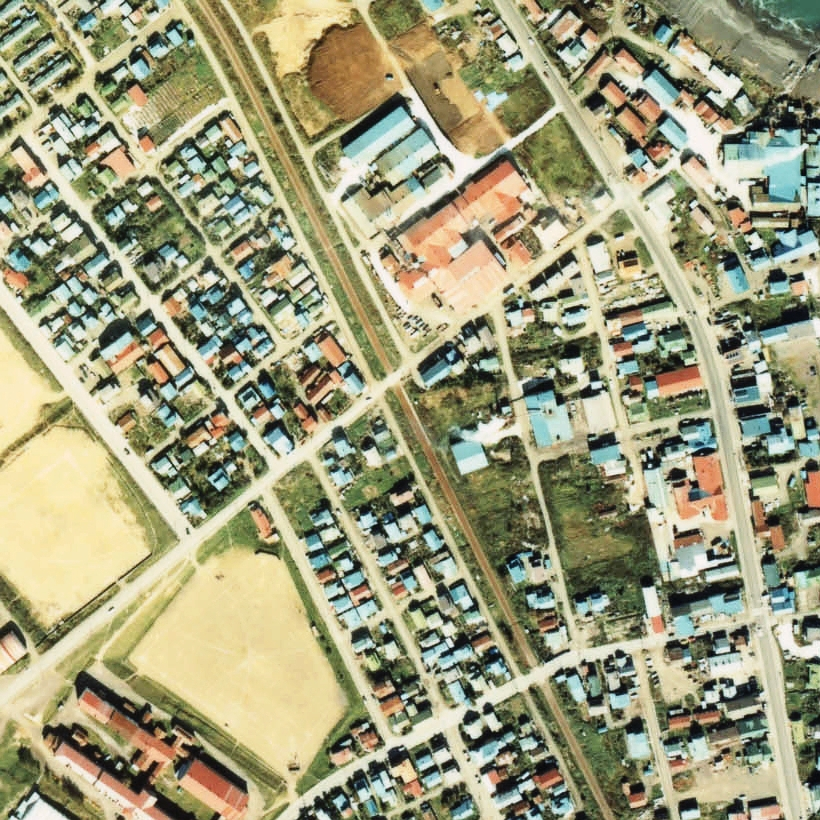
1978年の潮見町駅と周囲約500m範囲。右下が紋別方面。紋別市街地内の駅。

潮見町駅（しおみちょうえき）は、北海道（網走支庁）紋別市真砂町にかつて設置されていた、北海道旅客鉄道（JR北海道）名寄本線の駅（廃駅）である。事務管理コードは▲122117。

## 歴史
1955年（昭和30年）12月25日に名寄本線・渚滑線・興浜南線でレールバスの運行が開始された後に、利用者の利便を図って増設された旅客駅のひとつである。

### 年表
- 1959年（昭和34年）11月1日 - 日本国有鉄道（国鉄）名寄本線の駅として開業[1]。旅客のみ取り扱い[1]。
- 1987年（昭和62年）4月1日 - 国鉄分割民営化により、JR北海道に継承[1]。
- 1989年（平成元年）5月1日 - 名寄本線の全線廃止に伴い、廃駅となる[1]。

### 駅名の由来
駅の所在地は真砂町となっていたが、当駅及び駅前後の線路は真砂町・潮見町の境界線に沿って通っていた。
潮見町の地名は、紋別市内で海が最もよく見えることから付けられた。

## 駅構造
廃止時点で、1面1線の単式ホームを有する地上駅であった。ホームは、線路の北西側（遠軽方面に向かって左手側）に存在した。転轍機を持たない棒線駅となっていた。
無人駅となっており、駅舎及び待合所は存在しなかった。ホームは名寄方に90度の角度で設置された階段を有し、駅施設外に連絡していた。簡易型の単式ホームであった。駅自体は完全無人駅であったが、近隣の商店に乗車券の販売を委託した簡易委託駅であった。

## 利用状況
乗車人員の推移は以下のとおり。年間の値のみ判明している年については、当該年度の日数で除した値を括弧書きで1日平均欄に示す。乗降人員のみが判明している場合は、1/2した値を括弧書きで記した。
| 年度               | 乗車人員 | 乗車人員 | 出典  | 備考 |
| 年度               | 年間     | 1日平均  | 出典  | 備考 |
| ------------------ | -------- | -------- | ----- | ---- |
| 1978年（昭和53年） |          | 55       | [ 5 ] |      |

## 駅周辺
旧北海道紋別北高等学校などの通勤通学の最寄り駅として利用された。
- 国道238号（オホーツク国道）[6]
- 北海道紋別北高等学校 - 現在は閉校。
- 紋別市立潮見中学校
- 紋別市立潮見小学校
- モリタン本社兼工場
- 落石団地[6]
- ウェンヒラリ岬 - 駅から北に約1km[9]
- 北紋バス
  - 「潮見町3丁目」バス停留所
  - 「北浜1丁目」停留所

## 駅跡
2001年（平成13年）時点ではホームと線路は撤去され、駅跡地にはコンクリート製のホームに上る階段のみが残存していた。当駅跡から遠軽方の線路跡も、旧潮見坂踏切まで砂利敷きの道床が残存していた。2011年（平成23年）時点でも同様で階段のみが残存し、遠軽方の築堤上には「L」の記載や「15‰」の記載が残る勾配標が残存していた。この築堤は道路として再利用されている模様であった。駅跡は空き地として放置されたあと、並行市道の拡張用地として道路化された。その後、駅跡に残されていた階段も撤去された。

## 隣の駅
北海道旅客鉄道
名寄本線
渚滑駅 - 潮見町駅 - 紋別駅